# 눈 운동

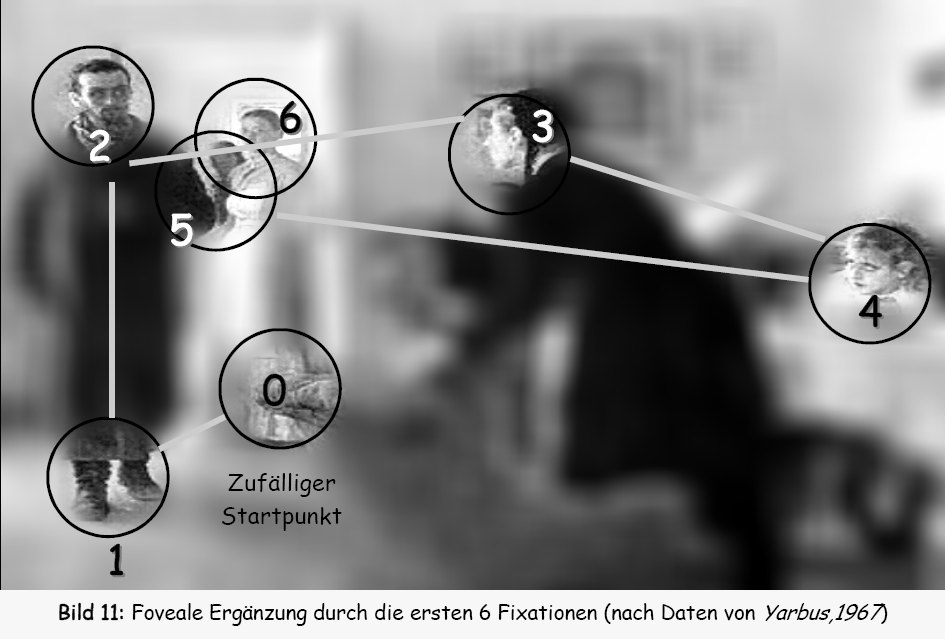
단 2초 동안의 사진에 대한 눈의 움직임의 예.

눈 운동(eye movement, 안구 운동)에는 눈의 자발적(voluntary action) 또는 비자발적 움직임이 포함된다. 눈의 움직임은 많은 유기체(예: 영장류, 설치류, 파리, 새, 물고기, 고양이, 게, 문어)가 관심 있는 시각적 대상을 고정, 검사 및 추적하는 데 사용된다. 특별한 유형의 눈 움직임인 빠른 눈 움직임은 REM 수면 중에 발생한다.

## 같이 보기
- 운동에 대한 해부학 용어
- 안뜰눈 반사
- 홱보기
- 부드런 따라보기
- 켤레 눈 운동
- 헤링의 등가 신경지배의 법칙